# Andy Bell (cantante)
Andrew Ivan Bell (Peterborough, 25 aprile 1964) è un cantante britannico.
Voce del duo britannico Erasure, ha anche una carriera da solista con gli album Non-Stop e Electric Blue.

## Biografia
Andy Bell è originario dell'area di Dogsthorpe in Peterborough. La sua famiglia vive tuttora nella città e nelle zone limitrofe come Market Deeping.
Nel 1985 stava cantando in un gruppo e vendendo scarpe da donna per strada, dopo aver lavorato in uno stabilimento di confezionamento carni, quando vide un annuncio su un giornale sulla ricerca di un cantante. È stato scelto da Vince Clarke e insieme hanno formato il gruppo Erasure. Il duo ha venduto oltre 20 milioni di album in tutto il mondo.
Oltre al suo lavoro con gli Erasure, ha preso parte a numerose registrazioni di beneficenza. Tra questi è inclusa la cover di Let It Be (1987) dei Ferry Aid; una cover di Too Darn Hot di Cole Porter che è stato incluso nell'album Red Hot + Blu degli anni novanta per raccogliere fondi per la ricerca contro l'AIDS e l'HIV; un rifacimento di Rage con Lene Lovich per essere incluso nell'album di PETA (1991) a favore di una campagna per la fauna selvatica, e la doppia esibizione agli eventi del Red Hot and Dance Big Spender a sostegno di vari progetti per l'AIDS (nel dicembre 1994 e novembre 2004). Bell si è esibito anche al True Colors Tour.
Bell ha interpretato il ruolo di Montresor nell'opera tratta dal racconto di Edgar Allan Poe La caduta della casa degli Usher, scritto da Peter Hammill e Judge Smith, uscito nel 1991 e pubblicato con una nuova registrazione nel 1999.

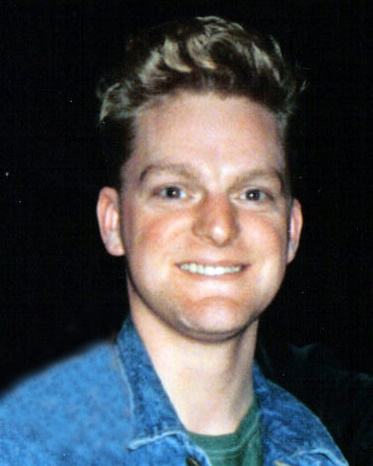
Andy Bell nel 1986

Nel luglio 2005 Bell annuncia l'uscita del suo primo album solista. Ha firmato un contratto discografico da solista internazionale con la Sanctuary Records, e ha annunciato i dettagli del suo album di debutto, uscito il 3 ottobre 2005 e intitolato Electric Blue. L'album contiene quattordici brani, tra cui tre duetti, con Claudia Brücken dei Propaganda e Jake Shears dei Scissor Sisters.
Il primo singolo, Crazy, uscito il 26 settembre 2005, include remix di Vince Clarke, più Cicada, MHC e King Roc. Electric Blue è stato scritto e registrato tra il 2004 e il 2005 con i Manhattan Clique (Philip Larsen e Chris Smith) che hanno lavorato con gli Erasure, Moby, il gruppo The B-52s, gli Stereophonics e il duo Goldfrapp.
Andy Bell ha pubblicato il suo secondo album solista, Non-Stop, il 7 giugno 2010. È stato scritto e prodotto con Pascal Gabriel, che in precedenza ha remixato It Doesn't Have to Be per gli Erasure. Collabora anche con Perry Farrell.
Utilizzando lo pseudonimo di Mimó, Bell ha pubblicato due produzioni di Pascal Gabriel per la Mute Records: Running Out (2009) e Will You Be There? (2010) prima del suo secondo album solista. Il nome, utilizzato come "omaggio al caro amico Tomeau Mimó", non è stato utilizzato su tutti i dischi solisti successivi, come blocco legale nei confronti di Bell emesso da un altro artista che già utilizzava il nome di Mimó. Entrambe le canzoni appariranno su Non-Stop.
Nel giugno del 2011, è apparso nella seconda stagione della serie britannica Popstar to Operastar, trasmessa da ITV, e finito al quinto posto in classifica.

## Vita privata
Andy Bell si è dichiarato omosessuale ed è stato partner per molto tempo di Paul J. Hickey. Il 17 dicembre 2004, ha annunciato pubblicamente di essere sieropositivo, fatto a sua conoscenza sin dal 1998.
Bell ha detto a Melody Maker nel 1986:
(Andy Weel, intervista rilasciata alla rivista Melody Marker (1986))
.
Ha anche praticato reiki dagli inizi del 2000. Ha sofferto di osteonecrosi  e ha dovuto sostituire entrambe le anche, il che gli impedisce di danzare il pogo, come nelle esibizioni passate.

## Discografia
Album in studio
- 2005 – Electric Blue
- 2010 – Non-Stop
- 2025 - Ten Crowns

Singoli
- 2005 – Crazy
- 2006 – I'll Never Fall in Love Again
- 2009 – Running Out (Mimó)
- 2010 – Will You Be There? (Mimó)
- 2010 – Call on Me
- 2010 – Non-Stop
- 2013 – Breathing Love (con Isaac Junkie)
- 2014 – Aftermath (Here We Go) (con Dave Aude)
- 2014 – Beautiful (con Shelter)
- 2014 – I Don't Like
- 2014 – Friend con Shelter
- 2014 – Fountain of Youth
- 2015 – Weston-Super-Mare
- 2016 – True Original (con Dave Aude)
- 2016 – My Precious One
- 2016 – Queercore (Matt Pop Remix)
- 2016 – We Were Singing Along to Liza (Shelter Remix)
- 2017 – Runaway (con Dave Aude)